# Suphis cimicoides
Suphis cimicoides là một loài bọ cánh cứng trong họ Noteridae. Loài này được Aubé miêu tả khoa học đầu tiên năm 1837.